# Lange Brinkweg 26a
Lange Brinkweg 26a is een gemeentelijk monument in Soest in de provincie Utrecht.
Deze verbouwde schaapskooi hoorde vroeger bij de langhuisboerderij op de Lange Brinkweg 26. Hij is gebouwd rond 1875. In de vijftiger jaren van de twintigste eeuw zijn de houten gevels vervangen door stenen muren. Aan het eind van die eeuw was in het pand een antiekzaak gevestigd. De driezijdige voor- en achtergevel hebben een houten deur.